# جوني كروفورد
جوني كروفورد (بالإنجليزية: Johnny Crawford)‏ (و. 1946 – م) هو ممثل، ومغني، وممثل تلفزيوني، من الولايات المتحدة الأمريكية، ولد في لوس أنجلوس.

## وصلات خارجية
- جوني كروفورد على موقع IMDb (الإنجليزية)
- جوني كروفورد على موقع ألو سيني (الفرنسية)
- جوني كروفورد على موقع ميوزك برينز (الإنجليزية)
- جوني كروفورد على موقع أول موفي (الإنجليزية)
- جوني كروفورد على موقع قاعدة بيانات الأفلام السويدية (السويدية)
- جوني كروفورد على موقع إن إن دي بي (الإنجليزية)
- جوني كروفورد على موقع ديسكوغز (الإنجليزية)
- جوني كروفورد على موقع قاعدة بيانات الفيلم (الإنجليزية)
- جوني كروفورد على موقع كينوبويسك (الروسية)